# Robby Naish
Robby Naish (nombre completo Robert Staunton Naish, 23 de abril de 1963, en La Jolla, California) fue uno de los primeros deportistas en ganar fama internacional por la práctica del windsurf.

## Biografía
De joven, su padre, Rick Naish, competitivo surfista, trasladó a su familia desde California a Kailua, en la isla hawaiana de Oahu. Llegó allí a la edad de 11 años, comenzando a practicar el novedoso deporte del windsurf. Poco después de eso, en 1976, ganó su primer título del campeonato del mundo, con 13 años solamente, batiendo a muchos competidores adultos que pese a su experiencia y madurez no fueron ningún obstáculo para su talento excepcional. 
En 1976, ganó su primer campeonato del mundo en Bahamas llegando a ser el campeón del mundo más joven de la historia de este deporte. Defendió exitosamente su corona el año siguiente en Cerdeña, Italia y luego triunfó nuevamente en Cancún, México en 1978. Compitiendo como aficionado, ganó los sucesivos campeonatos del mundo de 1977 a 1979. Naish ganó el título de Campeón Mundial de 1983 a 1987, y el título de Campeón Mundial de la PWA en 1988, 1989 y 1991.
En la antigua PWA de windsurf, llamada Pro World Tour, en 1983 consiguió ganar los cuatro títulos disputables: general, olas, slalom y freestyle. Al año siguiente, esta leyenda volvió a sus andadas y ganó de nuevo los cuatro títulos.
Robby sólo compite parcialmente y se ha dedicado al kitesurf, disciplina en la que ganó el título del mundo en slalom en 1998. Al año siguiente, ganó los títulos del mundo de kitesurf tanto en slalom como en salto.
Robby ha sido presidente de la Professional Boardsailors Association (PWA) en 1987 hasta 1992.
Actualmente Robby tiene en su poder una de las más grandes cadenas de windsurf en el mundo "naish", cadena que el mismo creó y con la cual compite y practica el deporte que ha hecho grande. Naish es shaper de artículos de windsurf (tablas, velas, palos, botavaras, arneses,trape...), de kitesurf (tablas, arneses, cometas, aletas, cabos...) e incluso se ha atrevido, hace un par de años, a shapear tablas de SUP y Wing Foil.